# Etapa de São Paulo da Stock Car Brasil
A etapa de São Paulo é uma das principais corridas da Stock Car Brasil, sendo realizada inclusive, mais de uma vez por temporada.
Até 2009 a etapa era disputada em três oportunidades na temporada, mas em 2010 uma dessas corridas deu lugar a etapa de Ribeirão Preto.

## Vencedores
| Ano  | Primeira corrida | Primeira corrida | Primeira corrida | Segunda corrida  | Segunda corrida     | Segunda corrida | Terceira corrida | Terceira corrida | Terceira corrida |
| Ano  | Piloto           | Equipe           | Resumo           | Piloto           | Equipe              | Resumo          | Piloto           | Equipe           | Resumo           |
| ---- | ---------------- | ---------------- | ---------------- | ---------------- | ------------------- | --------------- | ---------------- | ---------------- | ---------------- |
| 2011 | Cacá Bueno       |                  | Detalhes         | Thiago Camilo    |                     | Detalhes        | Não houve        | Não houve        | Não houve        |
| 2010 | Max Wilson       | RC Competições   | Detalhes         | Ricardo Mauricio | RC Competições      | Detalhes        | Não houve        | Não houve        | Não houve        |
| 2009 | Paulo Salustiano | Vogel Motorsport | Detalhes         | Marcos Gomes     | Action Power Racing | Detalhes        | Thiago Camilo    | Vogel Motorsport | Detalhes         |
| 2008 | Marcos Gomes     | Andreas Mattheis | Detalhes         | Marcos Gomes     | Andreas Mattheis    | Detalhes        | Thiago Camilo    | Vogel Motorsport | Detalhes         |
| 2007 | Ricardo Maurício | Andreas Mattheis | Detalhes         | Thiago Camilo    | Vogel Motorsport    | Detalhes        | Marcos Gomes     | Andreas Mattheis | Detalhes         |
| 2006 | Cacá Bueno       | RC Competições   | Detalhes         | Cacá Bueno       | RC Competições      | Detalhes        | Ingo Hoffmann    | AMG Motorsports  | Detalhes         |